# دهستان شلمی
دهستان شلمی یکی از دهستان‌های بخش گلی‌داغ شهرستان مراوه‌تپه در استان گلستان ایران است.

## جمعیت
براساس سرشماری مرکز آمار ایران در سال ۱۳۹۵، جمعیت آن ۱۲،۰۴۱ نفر بوده‌است.